# أول مومن (سقز)
قرية أول مومن (بالكردية: ئەولمۆمن) هي إحدى القرى التابعة لـكولتبه في ريف قسم زيويه من مقاطعة سقز، في محافظة كردستان الإيرانية.

## السكان
حسب إحصاءات سنة 2006، بلغ إجمالي السكان في أول مومن 116 نسمة وعدد المساكن 25 مسكن. لغة سكان أول مومن هي اللغة الكردية و هم من أهل السنة والجماعة والمذهب الشافعي.